# Гіршин Алім Матвійович
Алі́м Матві́йович Гі́ршин (нар. 20 липня 1936 — пом. 2014, Вітебськ, Білорусь) — радянський білоруський футболіст та тренер-викладач. Відомий завдяки виступам у складі мінського «Спартака» та вітебського «Червоного прапора».

## Життєпис
Алім Гіршин — єврей за походженням. Займатися футболом почав у мінській ФШМ, перші ігри на рівні команд майстрів також провів у складі цієї команди в Кубку СРСР 1955. Того ж року став чемпіоном БРСР та потрапив до списку 33-х найкращих футболістів Білорусі (під № 2). У 1957 році дебютував у вищій лізі за мінський «Спартак», однак цей матч так і залишився для Гіршина єдиним на найвищому рівні. Брав участь у товариському поєдинку «Спартака» з бразильським клубом «Байя», що відбувся 11 червня 1957 року.
У 1959 році виступав за мінську команду заводу імені Ворошилова, а у 1960 році спробував себе у дублі команди «Білорусь», після чого перейшов до лав вітебського «Червоного прапора», кольори якого захищав протягом трьох сезонів.
З 1963 по 1970 рік викладав футбол на кафедрі фізичного виховання та спорту Вітебського ветеринарного інституту.
Займався підготовкою юнаків у ДЮСШ «Червоний прапор». Серед його вихованців — екс-гравець луганської «Зорі-МАЛС» Олександр Гридюшко.
Помер у 2014 році, похований на Коптівському кладовищі у Вітебську.

## Досягнення
Командні здобутки
- Чемпіон БРСР (1): 1955

Індивідуальні відзнаки
- У списках 33-х найкращих футболістів Білорусі (1): 1955 (№ 2)